# SpaceIL
SpaceILは、2011年に設立されたイスラエルの民間宇宙団体。

## 概要
2011年にGoogle Lunar X Prizeに参加する目的で設立され、月面探査機であるベレシートの開発を進めていたが、期日までに間に合わなかった。ベレシートは2019年2月22日にケープカナベラル空軍基地第40発射施設からファルコン9ロケットによって打ち上げられた。
無事に月面に軟着陸すれば、アメリカ、ソビエト、中国に次いで4ヶ国目となる月面着陸の成功となり、2017年6月にイスラエル宇宙局 (ISA) から750万 (ILS) の資金援助があったので純粋な民間資本によるものではないが、国家主導ではない民間プロジェクトとしては初の快挙となるはずであった。
しかし、2019年4月11日、着陸ミッション中の写真を地球に送ることに成功するも、コントロールを失い月面に墜落した。着陸には失敗したものの、民間プロジェクトとしては初めて月面へ物体 (着陸機) を送り込む成果を上げた。

## 月面探査機

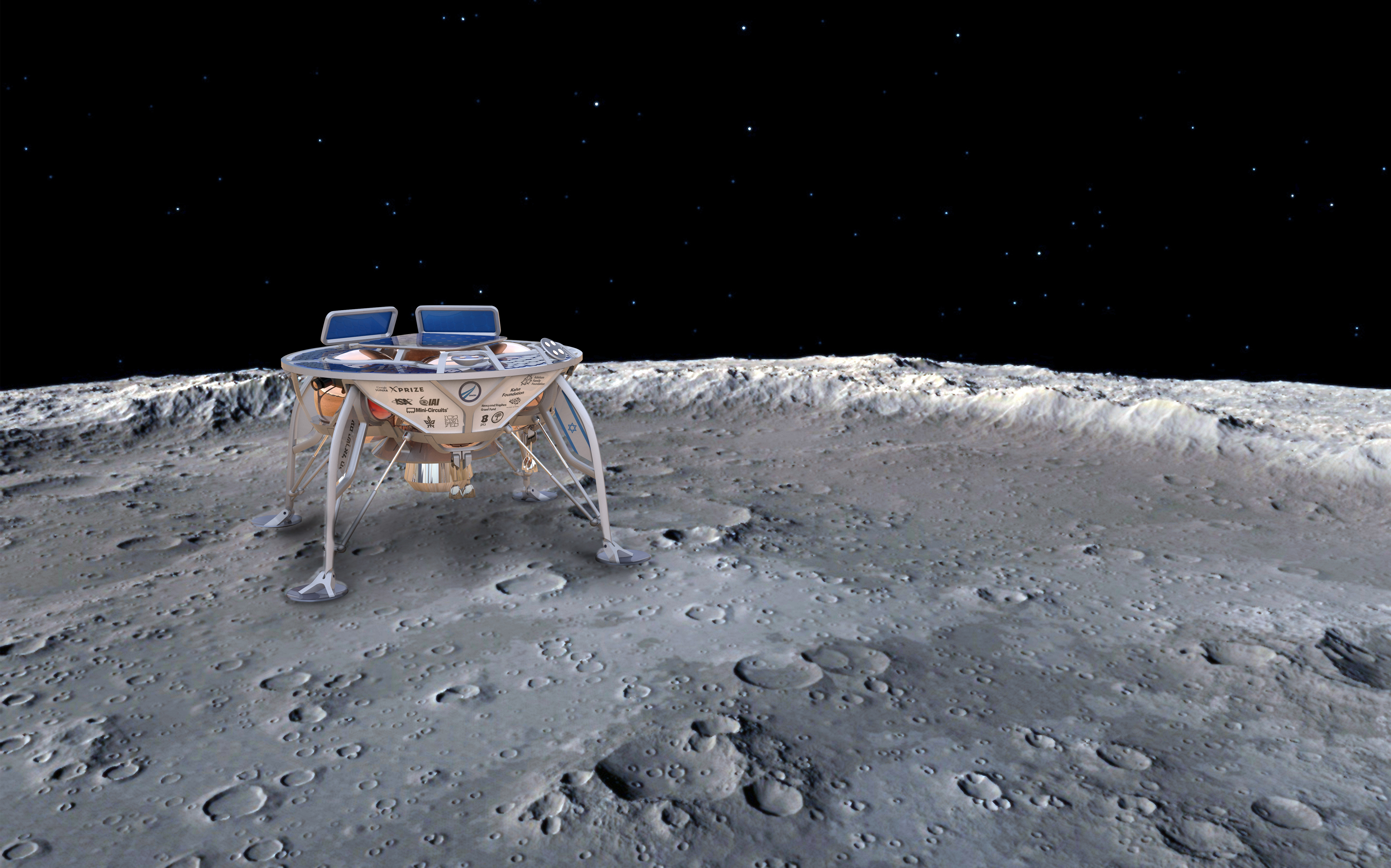
月面に着陸したベレシートの予想図

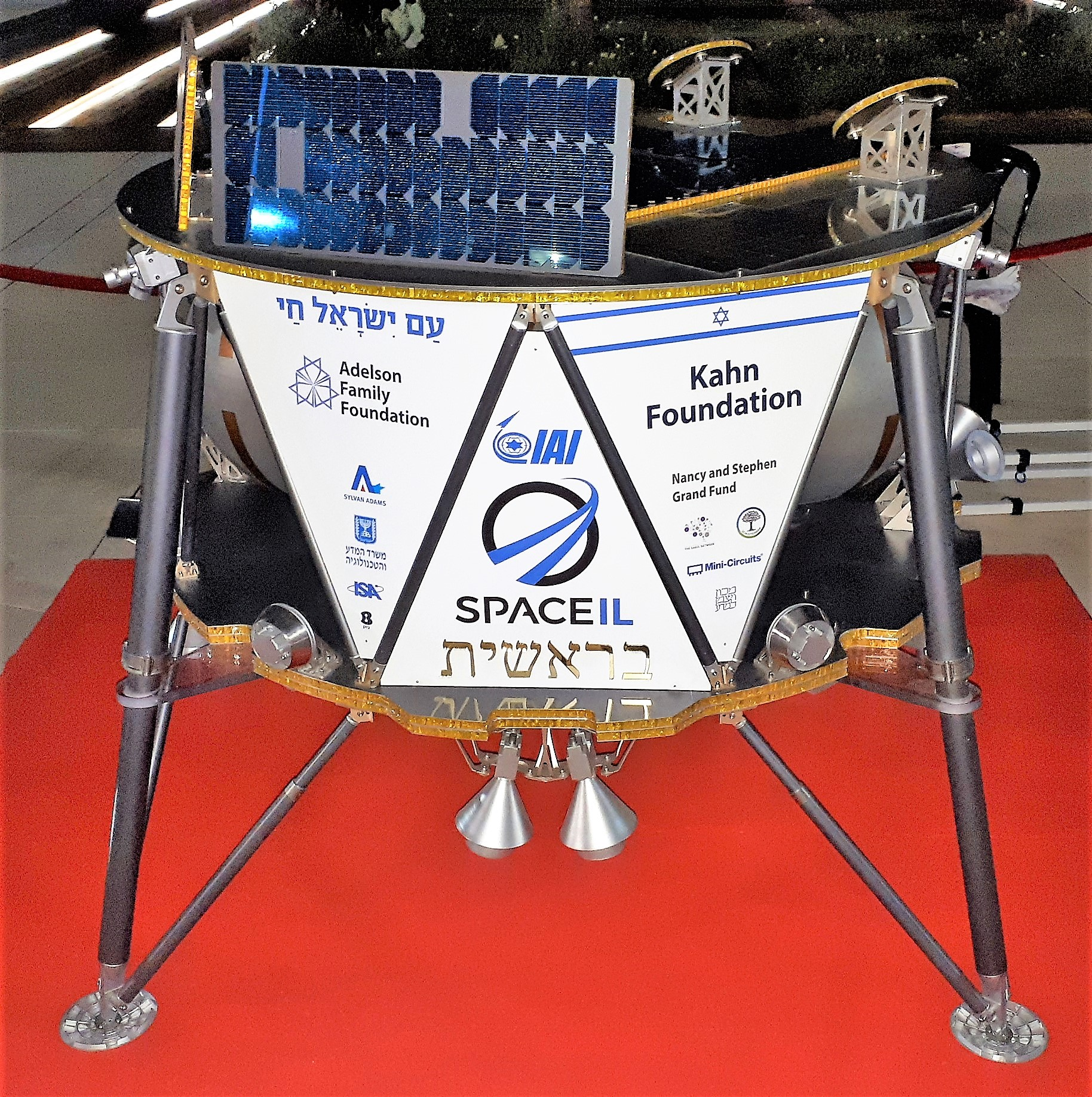
ベレシートの実物大模型

ベレシートとはヘブライ語で創世記を意味する。イスラエル・エアロスペース・インダストリーズの協力を得て開発され、Google Lunar X Prizeでは着陸後、月面上で500メートル移動する項目があり、ロケットエンジンによる跳躍で移動する事が検討されたが、推進剤の使用が多く、難易度が高いので移動しない仕様になった。